# Piercing en los genitales
Los piercing en los genitales son una modalidad de  piercing. Involucra una perforación en alguna parte de los genitales, de este modo, creando un lugar adecuado para colocar diferentes tipos de joyería. Los piercing en los genitales pueden ser realizados tanto en hombres como en mujeres, cada uno con distintos tipos de piercing disponibles. El motivo más importante para ambos géneros, para realizar este acto, es el embellecimiento y la individualización, esto sumándole que algunos piercing pueden aumentar el placer sexual incrementando la estimulación.

## Tipos de piercing en los genitales

### Piercing en los genitales masculinos
Los lugares posibles para colocar un piercing en los genitales masculinos, incluyen el glande, la piel del cuerpo del pene, el escroto o el perineo.

### Piercing en los genitales Femeninos
En el cuerpo femenino también, diversas partes anatómicas pueden ser candidatos para colocar un piercing. Estas incluyen el monte de Venus, el clítoris (incluido el  prepucio del clítoris), los labios (mayores y menores) y el vestíbulo de la vagina (que es   la parte de la vulva ubicada entre los labios menores).

### Piercing Unisex
Algunos piercing pueden ser usados por ambos sexos, tanto hombres como mujeres. Estos incluyen el piercing en el pubis, el cual está situado en área sobre el pene en los hombres y en el monte de venus en las mujeres, (comparable con un Cristina, pero horizontal). El  guiche atraviesa horizontalmente a través del perineo, mientras que el piercing anal atraviesa parte del ano.
Estos piercing son por general los más dolorosos de realizar. Y no son muy populares en algunos países.

## Motivaciones

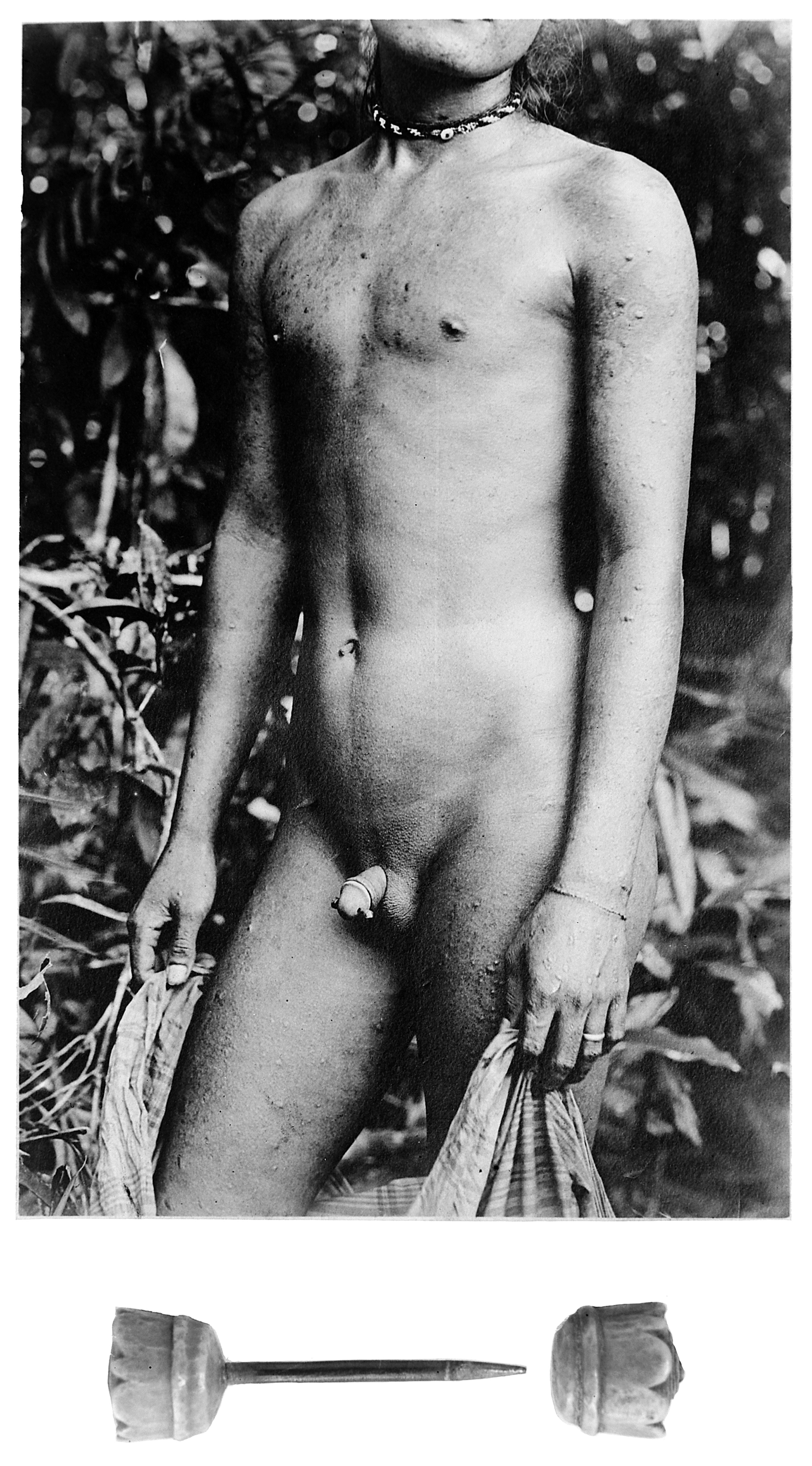
Piercing genital de tipo Ampallang, en el que un alfiler corto de metal con un botón de hueso tallado en ambos extremos, es insertarlo horizontalmente a través del pene.

Al igual que los otros tipos de piercing, los piercing en los genitales tienen un fin decorativo, siendo para las personas atractivo de usarlos. Esto puede estar limitado a algo puramente de gusto estético, o expresar un sentido de singularidad y de no conformismo. Adicionalmente, los piercing en los genitales pueden aumentar el placer sexual durante el coito y la masturbación. Mientras que los piercing en los genitales femeninos solamente realizan esto en las mujeres que los usan, los piercing en los genitales masculinos pueden aumentar la estimulación, para tanto el portador de la joya como para su pareja, estimulando al mismo tiempo el glande de quien lo lleva puesto como también el vestíbulo de la vagina o el ano de la pareja penetrada.
Para los hombres, la sensible uretra es estimulada por la joya. Los piercing en los genitales femeninos, que se sabe que otorgan placer, son aquellos que atraviesan, o están cerca, del clítoris, i.e. el piercing en el clítoris y en el prepucio del clítoris. El Piercing triangular  (o también llamado piercing del placer) es conocido por ser muy placentero, dado que estimula en la parte inferior del glande del clítoris, un área que generalmente no es estimulada en absoluto.